# 1749 год в музыке

## События
- 4 марта — Иоганн Себастьян Бах в Николайкирхе (Лейпциг) в последний раз представляет свой пассион «Страсти по Иоанну» BWV 245 (BC D 2d) с некоторыми текстовыми и инструментальными изменениями. Впервые Бах в пассионе использовал контрафагот для сопровождения музыкальной темы, проходящее через всё музыкальное произведение.
- 17 марта — В Королевском театре в Лондоне впервые исполнена оратория Георга Фридриха Генделя «Соломон»[англ.].[1]
- 27 апреля — Первое официальное исполнение сюиты Генделя «Музыка для королевского фейерверка» в Лондоне прервано из-за вспышки огня.[1]
- 1749—1750 — Бах изменяет одно из своих последних сочинений «Искусство фуги» BWV 1080, которое так и осталось недописано и было впервые опубликованы уже после смерти композитора в 1751 году его сыном Карлом Филиппом Эммануилом Бахом в Берлине.

## Популярная музыка
- Чарльз Уэсли — гимн Soldiers of Christ, Arise.

## Классическая музыка
- Карл Филипп Эммануил Бах — «Магнификат» (берлинская версия).
- Иоганн Себастьян Бах — месса-кантата «Высокая месса» BWV 232.

## Опера
- Бальдассаре Галуппи — первая опера-буфф «Аркадия на Бренте» (итал. L’Arcadia in Brenta, либретто Гольдони, Венеция).
- Жан-Жозеф де Мондонвиль — «Карнавал на Пранасе» (фр. Le carnaval du Parnasse).
- Хосе де Небра[англ.] — «Волшебный Аполлонио» (исп. El mágico Apolonio).

## Родились
- Май — Элизабет Солиньи (фр. Elisabeth Soligny), французская балерина и балетмейстер, главная танцовщица Королевского шведского балета.
- 5 мая — Жан Фредерик Эдельман, французский композитор, пианист и государственный деятель (умер в 1794).
- 15 июня — Георг Йозеф Фоглер (он же аббат Фоглер), немецкий композитор, органист, теоретик музыки и педагог (умер в 1814).
- 17 декабря — Доменико Чимароза, итальянский композитор (умер в 1801).
- дата неизвестна — Мария Воиновна Зубова (урождённая Римская-Корсакова), известная во второй половине XVIII века певица, композитор и исполнительница народных песен (умерла в 1799).

## Умерли
- 7 февраля — Андре Кардинал-Детуш, французский композитор эпохи барокко, генеральный инспектор и директор Королевской академии музыки (род. в 1672).
- 11 июня — Иоганн Бернхард Бах (нем. Johann Bernhard Bach), немецкий органист и композитор, второй кузен Иоганна Себастьяна Баха (род. в 1676).
- 26 октября — Луи Николя Клерамбо, французский композитор, придворный музыкант Людовика XIV (род. в 1676).
- 19 ноября — Карл Генрих Бибер[нем.], немецкий скрипач и композитор позднего барокко (род. в 1681).
- 27 ноября — Готфрид Генрих Штёльцель, немецкий композитор и музыкальный теоретик эпохи барокко (род. в 1690).
- 19 декабря — Франческо Антонио Бонпорти, итальянский священник и барочный композитор (род. в 1672).
- дата неизвестна — Иоганн Эрнст Галлиард[нем.], немецкий композитор (род. в 1687).[2]